# 第210步兵師 (德國國防軍)
德國國防軍陸軍第210步兵師（德語：210. Infanterie-Division）是納粹德國國防軍陸軍的一個步兵師。該師於1942年7月組建。
該師組建後，調往芬蘭佩察莫港口防守。1944年底，該師調至挪威瓦爾德防守。
該師最後於1945年5月在挪威向盟軍投降。

## 註腳
1. ↑  Mitcham（2007年）